# ウメオIK
ウメオIK (Umeå IK) は、スウェーデン・ウメオを本拠地とする総合スポーツクラブである。

## 歴史
1917年7月20日に設立。当初はテグスIK (Tegs Idrottsklubb) という名称であったが、後に現在の名称に改称された。1919年にスウェーデンスポーツ連盟 (Riksidrottsförbundet) に加盟したが、当初はスキー・サッカーの部門を保有していた。1924年に自転車競技・ボクシング・水泳・器械体操の部門が増設された。
1940年にはフィギュアスケート部門が増設された。ウメオ市内にアイススケートリンクが建設されて練習環境が向上したため、2008年2月には70人もの所属選手を擁するまでに成長した。また年に2回、大会を主催している。
1958年にはボウリング部門が増設された。

## 部門
- ウメオIKダームフットボル: 女子サッカー部門。ダームアルスヴェンスカン所属。
- ウメオIKブロットニング: レスリング部門。
- ウメオIKボウリング: ボウリング部門。
- ウメオIKハンドボル: ハンドボール部門。
- ウメオIKインネバンディ: フロアボール部門。
- ウメオIKコンストークニング: フィギュアスケート部門。